# Chapada do Araripe (tiểu vùng)
Chapada do Araripe là một tiểu vùng thuộc bang Ceará, Brasil. Tiều vùng này có diện tích 4785 km², dân số năm 2007 là 89055 người.